# Vetle Skjærvik
Vetle Skjærvik, né le 15 septembre 2000 à Lillehammer en Norvège, est un footballeur norvégien qui évolue au poste de défenseur central au Tromsø IL.

## Biographie

### Débuts professionnels
Né à Lillehammer en Norvège, Vetle Skjærvik est formé par le Roterud IL et le Lillehammer FK (en).
Le 6 février 2020, Vetle Skjærvik rejoint Hamarkameratene. Il signe un contrat de deux ans, soit jusqu'en décembre 2021. Le club évolue alors en deuxième division.
Le 28 octobre 2020, Skjærvik commence pour la première fois un match avec Ham-kam en tant que capitaine, lors d'une rencontre de championnat face au Tromsø IL. Son équipe s'incline toutefois par trois buts à un ce jour-là.
Le 26 mars 2021, Skjærvik prolonge son contrat avec Ham-kam jusqu'en décembre 2023. En mai 2021, il est approché par le Tromsø IL, entraîné par son ancien coach Gaute Helstrup (en). Tromsø fait une offre à Hamarkameratene afin de le recruter mais le club refuse, considérant Skjærvik comme l'un de ses meilleurs joueurs et ne voulant pas le perdre en cours de saison.
Durant la saison 2021 il participe à la promotion du club en première division, Ham-kam retrouvant l'élite du football norvégien pour la première fois depuis 2008.
Skjærvik découvre la première division norvégienne lors de la saison 2022, jouant son premier match lors de la première journée, le 2 avril 2022 face au Lillestrøm SK. Il est titularisé et les deux équipes se neutralisent (2-2 score final).

### Lillestrøm SK
Le 30 janvier 2023, Vetle Skjærvik rejoint le Lillestrøm SK. Il signe un contrat de quatre ans, soit jusqu'en décembre 2026. 
Il joue son premier match pour Lillestrøm le 12 mars 2023, lors d'une rencontre de coupe de Norvège face au Sogndal Fotball. Il entre en jeu et son équipe l'emporte par deux buts à un.

### Tromsø IL
Faisant face à une forte concurrence au Lillestrøm SK, Vetle Skjærvik quitte le club après seulement un an pour rejoindre le Tromsø IL le 18 janvier 2024. Il signe un contrat courant jusqu'en décembre 2027.